# Стадион Армандо Дели Валдес
Стадион Армандо Дели Валдес (шп. Estadio Armando Dely Valdés) је вишенаменски стадион у граду Колон, Панама. Има капацитет од 30.000 гледалаца
Стадион Армандо Дели Валдес, је спортски центар, који се користи за фудбалске утакмице, налази се на територији Универзитета у Панами, Регионални центар Универзитета Колон (CRUC) у заједници Арко Ирис, Корегимијенто де Кристобал, у граду Колон на обали Атлантика. У њему се налазе Спортски клуб Уједињених Арапа, Нејви беј женске лиге, између осталих тимова.
Овај стадион који се налази на обали Атлантика, има капацитет за око 4.000 гледаоца, реконструисан је 2003, 2007. и 2014. године, са синтетичком је травом, поред завршеног каналисања воде, побољшан је дренажни систем, како за синтетички фудбалски терен тако и за атлетску стазу. Такође има нове трибине и нове свлачионице, атлетску стазу која има и јаму за скокове у даљ.
Стадион је први пут отворио своје капије 1970. године, али је касније проширен да прими више публике 2007. године и назван је по бившем панамском фудбалеру, Арманду Дели Валдесу..